# Forte Santa Caterina (Verona)
Forte Santa Caterina, originariamente chiamato Werk Hess, è una fortificazione posta a sud di Verona, parte del complesso sistema difensivo cittadino e più in particolare del primo campo trincerato di pianura, messo in opera tra 1848 e 1856. La struttura fortificata fu realizzata tra 1850 e 1852 e i lavori furono seguiti dal direttore dell'Imperiale Regio Ufficio delle Fortificazioni di Verona, il maggiore Conrad Petrasch. La sua denominazione in lingua italiana deriva dalla preesistente cappella dedicata alla santa senese, situata lungo la strada che dal cinquecentesco lazzaretto di San Pancrazio conduceva a porta Nuova, ma venne poi ufficialmente intitolato al barone Heinrich von Hess, generale d'artiglieria e capo di Stato Maggiore nell'armata di Josef Radetzky, oltre che sottoscrittore dell'armistizio di Salasco.
Nel quadro del paesaggio veronese il forte di Santa Caterina era ed è un'architettura di notevole bellezza per via del suo inserimento naturalistico e ambientale; si imponeva infatti come caposaldo architettonico e prospettico della città fortificata per la sua posizione dominante, adattata con sapienza e calcolo al ciglione naturale, agganciata al corso dell'Adige, in relazione visiva con i forti collaterali, la cinta magistrale e i più remoti forti collinari, sulla riva opposta, a settentrione.

## Storia
Dal complesso progetto elaborato tra 1834 e 1838 da Franz von Scholl, che prevedeva tre forti per predisporre una testa di ponte a Santa Caterina, Johann von Hlavaty dedusse il progetto più economico per un singolo grande forte, nel quale erano riassunti i compiti funzionali e le disposizioni architettoniche del disegno originario. Il progetto di Hlavaty venne poi realizzato tra 1850 e 1852 sotto la direzione di Conrad Petrasch, in quegli stessi anni progettista del celebre arsenale d'artiglieria della Campagnola e del forte Chievo. Il forte Santa Caterina era una complessa macchina, accuratamente studiata nell'aspetto tattico, realizzata con maestose forme architettoniche;  nel suo insieme la disposizione del forte rispondeva al criterio della compartimentazione dell'opera, a settori isolabili, per la sicurezza e la difesa progressiva.

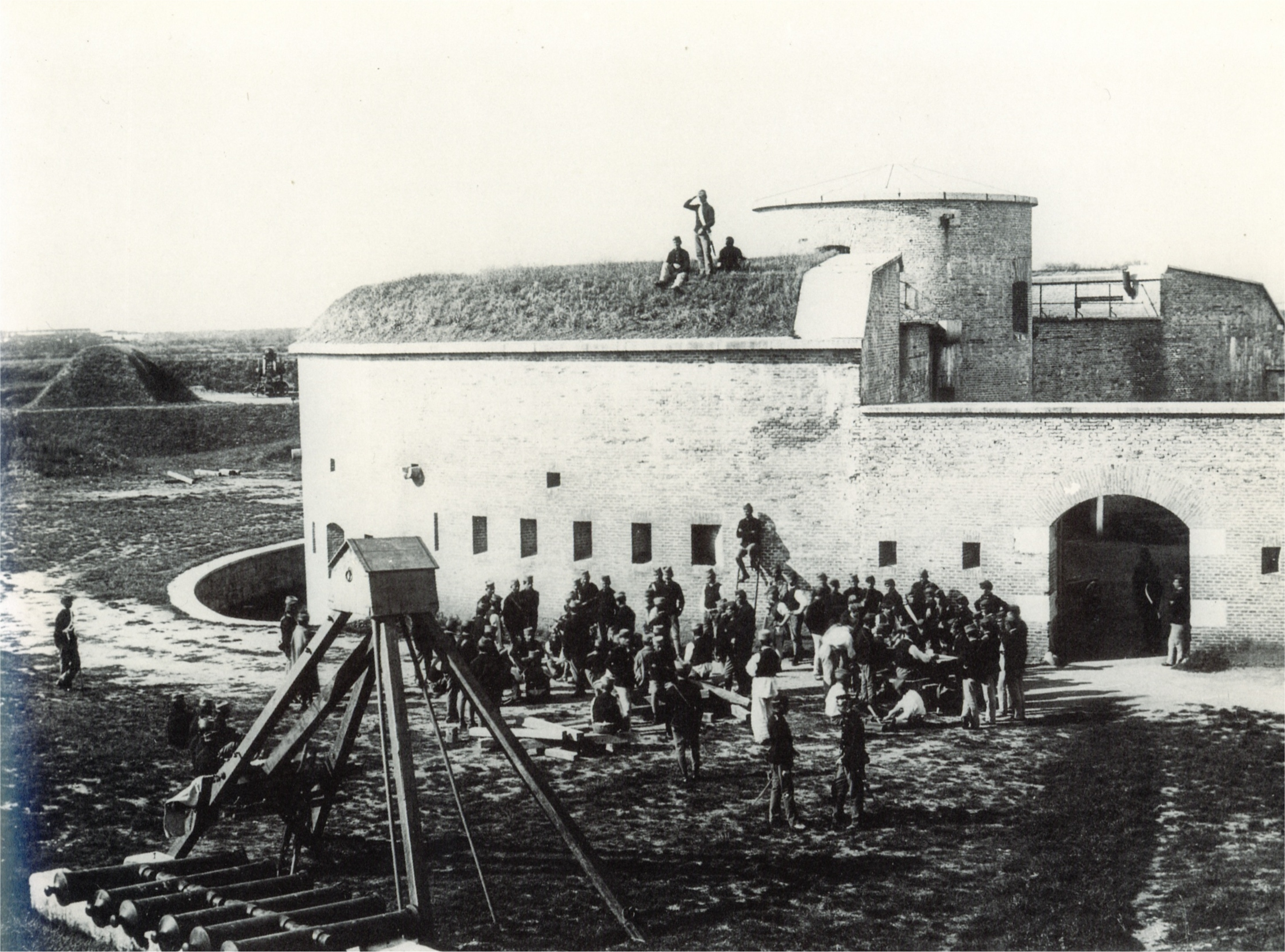
Il forte in una fotografia del 1863 di Moritz Lotze

Data la sua importanza, anche dopo la costruzione della linea avanzata del secondo campo trincerato nel 1861, il forte mantenne una speciale importanza difensiva rispetto alla doppia ansa fluviale di Campo Marzo-San Pancrazio, per cui anche durante la guerra del 1866 il forte era completamente armato e funzionante.
Nel periodo tra le due guerre mondiali, ancora in uso all'esercito, il forte fu destinato a campo scuola per l'addestramento dei minatori; così, con le ripetute operazioni di mina, il forte è stato parzialmente smantellato. Ulteriori gravi danni ha subito anche per l'esplosione di un deposito di munizioni, avvenuta alla fine della seconda guerra mondiale. Cessato l'uso militare della struttura fortificata, dopo un periodo di abbandono, negli anni settanta il forte è stato usato come pista da motocross: ciò ha prodotto ulteriori danni e manomissioni. Il forte è stato poi completamente abbandonato per un lungo periodo.
In definitiva si persero le seguenti opere: parte del ridotto principale, le sue ali di collegamento al fronte di gola e parte della rampa per le artiglierie; tratti del fronte di gola con i quattro portali d'ingresso, parte della poterna e la caponiera; completamente spianato fu il trinceramento esterno anche in seguito alla rettifica del corso dell'Adige di fine Ottocento. Tuttavia, ciò che rimane del forte permette di immaginare il suo originario e grandioso impianto architettonico e spaziale. Successive opere di recupero e manutenzione hanno infine restituito l'opera e le sue pertinenze all'uso pubblico, per attività culturali e del tempo libero.

## Descrizione

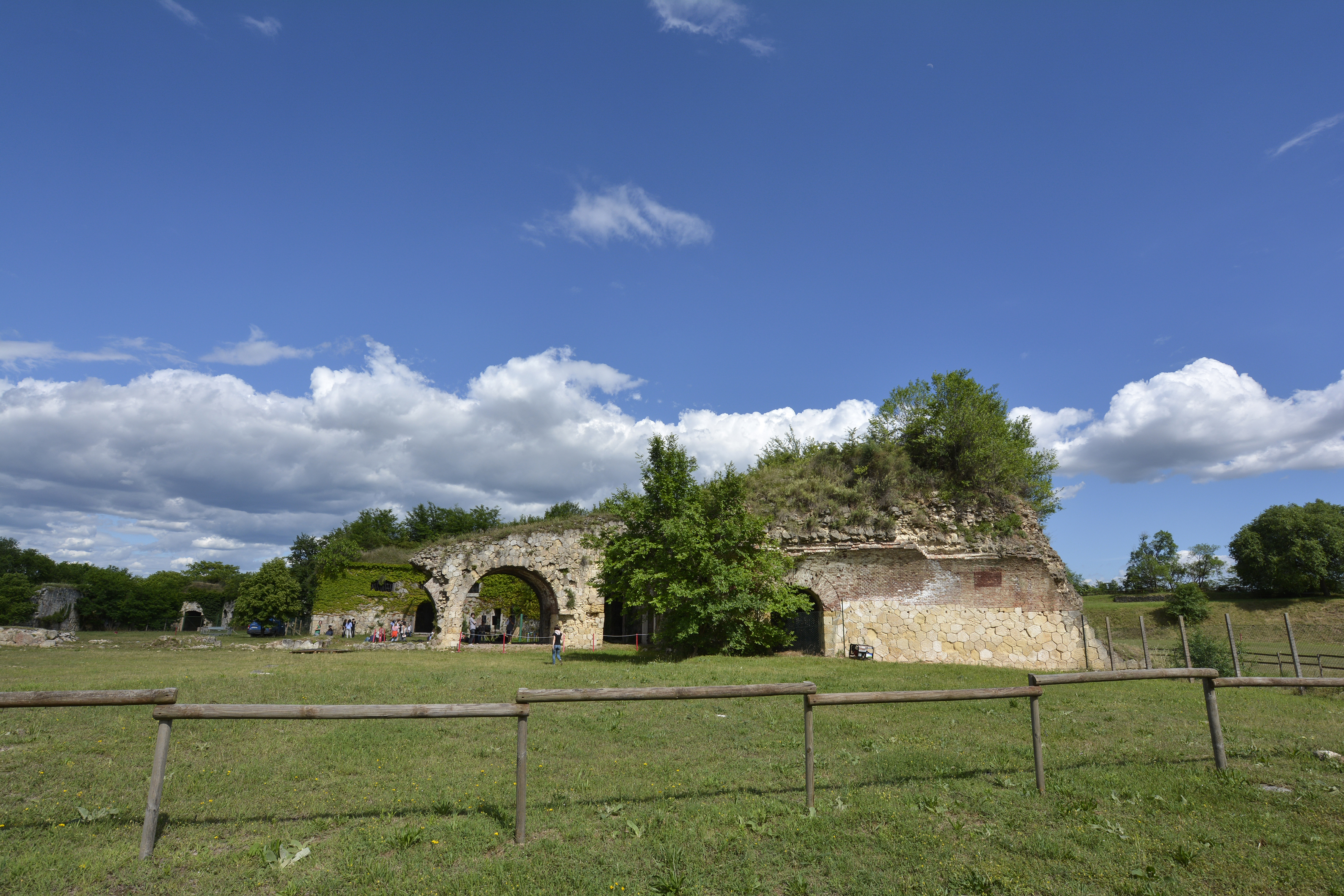
Alcuni ruderi del forte di Santa Caterina nel 2015

Il forte, situato presso la riva fluviale, concludeva il primo campo trincerato a destra d'Adige, a oriente. Faceva sistema, sulla destra, con il forte Porta Nuova e con la torre Tombetta, e sulla riva sinistra con il forte San Michele. Tuttavia era prevalentemente concepito come caposaldo autosufficiente, in posizione dominante sul ciglione di Santa Caterina, il cui terrazzamento chiudeva verso sud-ovest la grande ansa fluviale di San Pancrazio. La principale funzione del forte, già stabilita da Scholl, consisteva nella difesa indiretta del ciglione di Santa Lucia-San Massimo, era infatti ordinato come testa di ponte offensiva per le sortite operate da unità di combattimento, predisposte sulla riva sinistra e condotte attraverso il ponte da guerra, sulla riva destra, sotto la protezione del forte. Radunati nel grande trinceramento annesso al fronte di gola, a formare una piazza d'armi tra il forte e la riva dell'Adige, i reparti, non visti sino a quel momento, avrebbero intrapreso sortite offensive contro il fianco del nemico, diretto verso il ciglione di Santa Lucia. Le sue artiglierie esercitavano un esteso dominio sulla campagna circostante: sulle opposte rive del fiume battevano il Campo del Matto (Basso Acquar), il Campo Marzo, il ponte della ferrovia, i dintorni di Tombetta, Tomba, Palazzina, le strade per Legnago e Zevio; con le artiglierie del fronte di gola batteva l'ansa di San Pancrazio, la scarpata del ciglione di Santa Caterina e le opposte bassure di sinistra d'Adige, verso la stazione di Porta Vescovo.
Si tratta di un grande forte a tracciato poligonale, con ridotto centrale e ridotto di gola; un impianto simmetrico a lunetta con fianchi divergenti verso il fronte principale, dotati di spalle arrotondate verso il fronte di gola, perfettamente rettilineo. Il forte era diviso al suo interno in quattro parti, separate da fossati asciutti di sicurezza. Si distinguono: l'opera principale di combattimento formata dal terrapieno con le postazioni d'artiglieria e dal piazzale interno; i due orecchioni di fianco; il ridotto. Dal fronte di gola, rivolto verso l'Adige, si accedeva al forte attraverso quattro portali bugnati, ad arco, con ponte levatoio. I due portali più interni comunicavano con la grande corte del ridotto casamattato, composto di due parti. Verso il centro dell'opera è collocato il ridotto principale, su impianto arcuato, derivato per estensione dalla torre circolare per artiglieria con corte centrale. Questo si eleva su un solo piano, con copertura terrapienata e ordinata per l'artiglieria a cielo aperto. Alle postazioni si accedeva, dal cortile, per mezzo di una lunga rampa mediana, retta da archi. Anche il piano terra, oltre ai ricoveri per la guarnigione e a due polveriere, era ordinato per l'artiglieria in casamatta. Le opposte testate del ridotto erano collegate da corpi rettilinei minori al fronte di gola, nel mezzo del quale si protendeva all'esterno il ridotto secondario, o ridotto di gola. Anch'esso si eleva su un solo piano, con copertura terrapienata, e conteneva i ricoveri per la guarnigione e una polveriera, ed era ordinato per le artiglierie in casamatta.
Dalla corte del ridotto, attraverso portali e ponti levatoi, si passava alle due corti laterali, direttamente accessibili anche dall'esterno attraverso gli altri due portali, con ponte levatoio, inseriti nel fronte di gola. Dalle corti laterali si accedeva alle corti degli orecchioni, ulteriormente separate dal muro di sicurezza a feritoie. Anche gli orecchioni, concepiti come estensioni del ridotto e come caponiere, si elevano su un solo piano, con duplice ordine di fuoco: sulla copertura terrapienata, per fucilieri e artiglierie occasionali; nelle casematte, al piano terra, per le artiglierie di fiancheggiamento, ossia di difesa ravvicinata. Nei locali voltati, oltre ai ricoveri per la guarnigione, era prevista la polveriera.

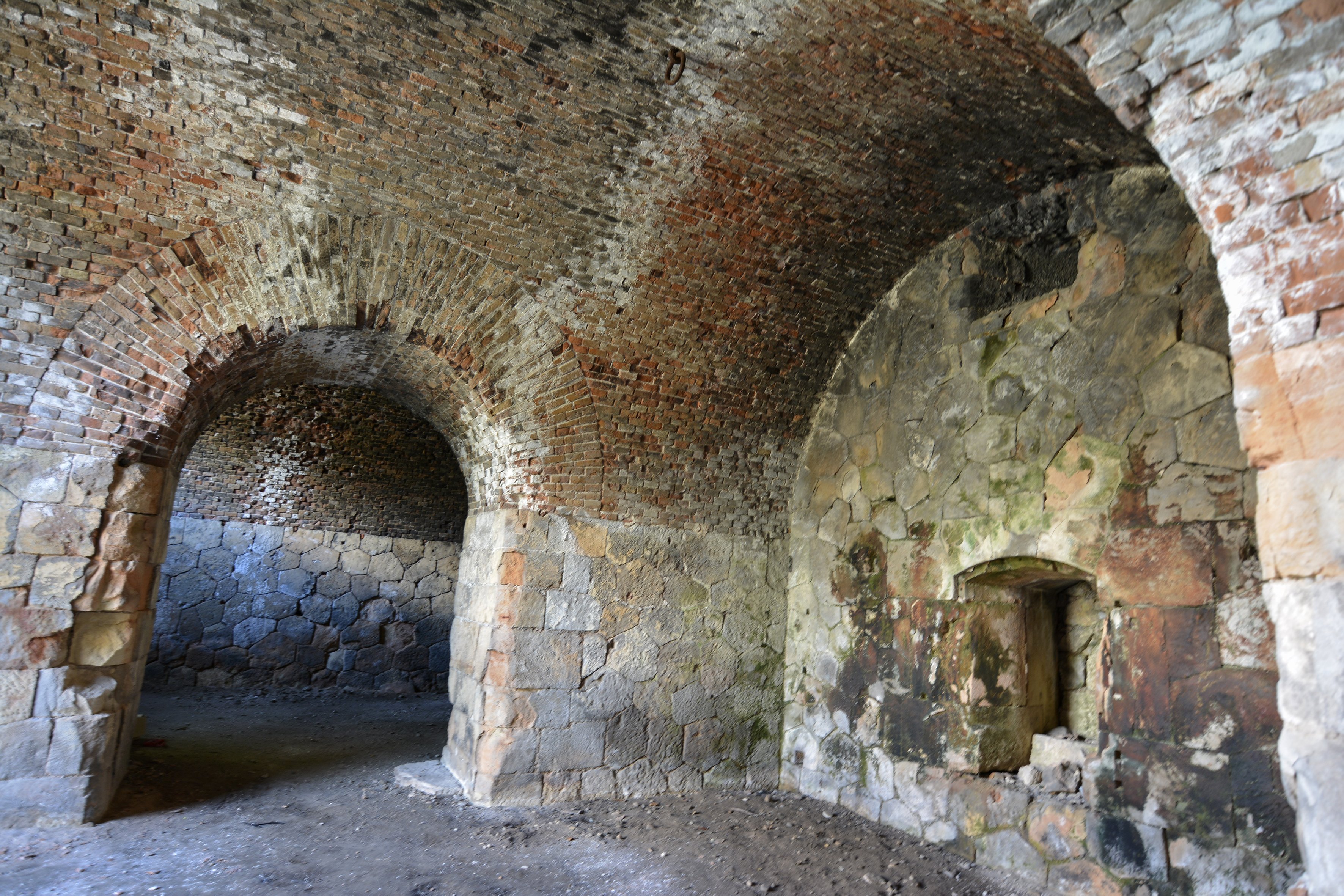
Alcuni ambienti interni ancora visitabili della fortificazione

Usciti dalle corti laterali, ancora attraverso portali e ponti levatoi, si supera il grande fossato, anteposto al ridotto principale, che divide il forte interrompendo, sui fianchi, anche il terrapieno. Si accede al vasto piazzale interno avviluppato dall'opera principale di combattimento: il terrapieno con le postazioni di artiglieria. Al livello delle postazioni di combattimento, la continuità tra terrapieno e orecchioni era assicurata da ponti di legno, rimovibili, posti sul fossato divisorio interno. Sul saliente centrale sporgeva la caponiera casamattata per il fiancheggiamento del fosso esterno, provvista di cannoniere e feritoie per fucilieri. Vi si accedeva dalla poterna mediana alla quale erano annesse polveriere e due rami di gallerie per fucilieri, destinate a integrare l'azione della caponiera dalle facce del saliente retrostante.
La vastità dell'opera, e il suo numeroso presidio, richiedevano adeguate riserve d'acqua. In diverse posizioni erano pertanto collocati cinque pozzi: sotto la rampa del ridotto principale, un pozzo a doppia canna; due pozzi nelle corti degli orecchioni; due pozzi nel piazzale interno, in prossimità del terrapieno.
L'opera era completata dal fossato asciutto perimetrale, nel quale domina l'alto muro di scarpa, che riveste il terrapieno. La controscarpa del fossato è di terra a pendenza naturale; muri di rivestimento sono inseriti solo in corrispondenza della caponiera e degli orecchioni. Sul fronte principale, e sui fianchi dell'opera, lo spalto raccorda discendendo il ciglio della controscarpa al piano naturale di campagna. All'esterno del fronte di gola, due linee trincerate campali, di sola terra, delimitavano la vastissima piazza d'armi per la raccolta delle unità di combattimento, provenienti dalla riva sinistra. Le sortite controffensive potevano essere condotte attraverso due varchi laterali del trinceramento, oppure dal fosso del forte, risalendo le rampe predisposte davanti agli orecchioni.
Il forte Santa Caterina era l'opera più complessa e grandiosa tra le molte edificate nel famoso Quadrilatero. La sua architettura riassume la tecnica e l'arte fortificatoria di Franz von Scholl; nelle parti ancora conservate risalta la qualità del taglio della pietra, particolarmente nei paramenti di tufo a opus poligonale, che rivestono le sue potenti strutture. Paramenti rustici, con apparecchio a corsi di ciottoli reclinati, secondo la tradizione costruttiva scaligera, rivestono invece i muri di controscarpa della caponiera e degli orecchioni.

## Armamento
L'armamento della fortificazione consisteva in:
- 2 cannoni da 9,5 cm ad avancarica con anima rigata
- 29 cannoni ad avancarica con anima liscia
- 2 mortai da 24 cm

Riserve di munizioni: 520 barili di polvere da 112 kg.

## Presidio di guerra
Il presidio in caso di guerra della fortificazione consisteva in:
- 525 fanti
- 100 artiglieri

Era inoltre possibile disporre un presidio di emergenza di 660 uomini.